# Neudorf (Gerswalde)

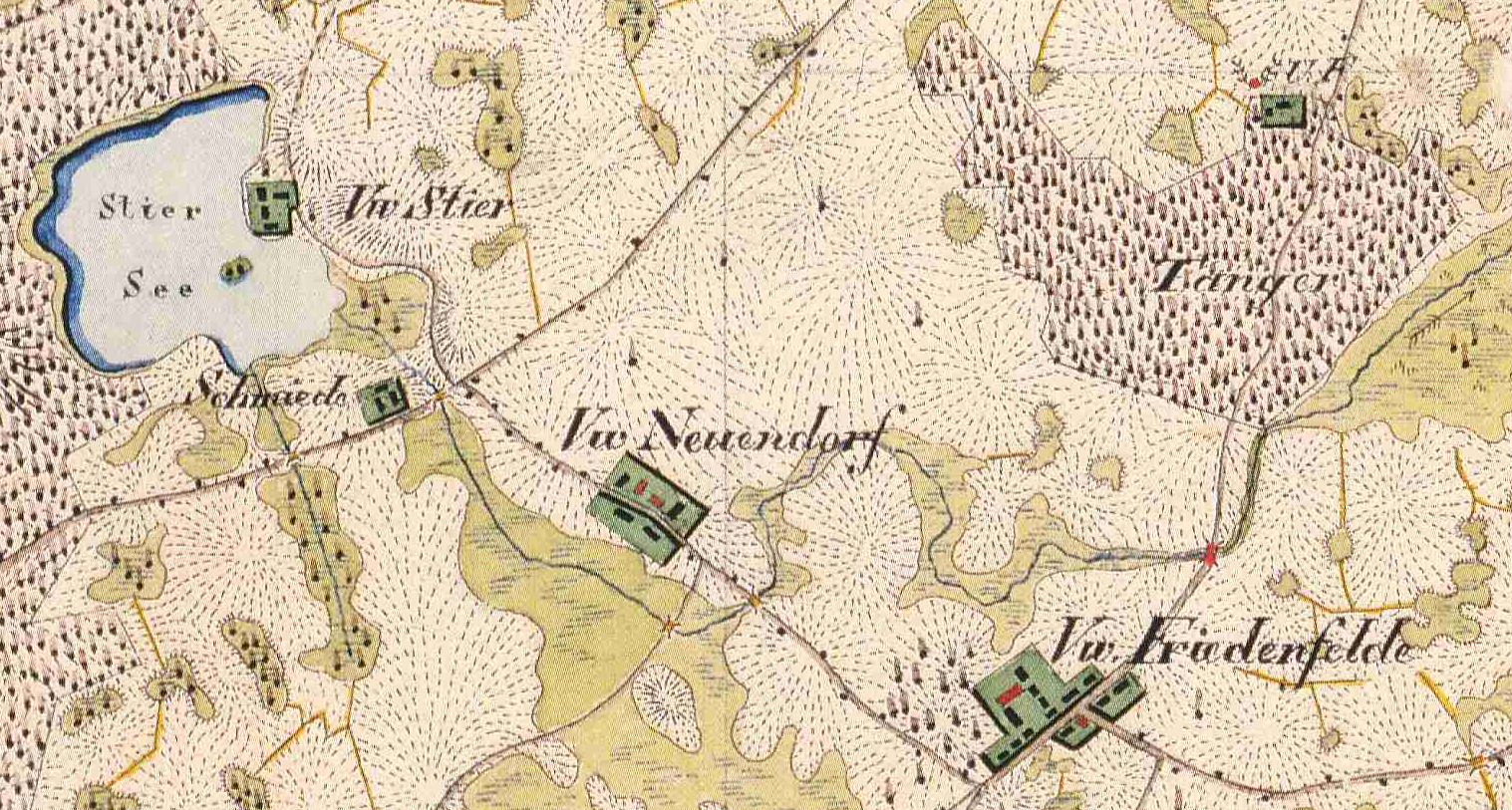
Friedenfelde Neudorf, Stiern und Neutanger auf dem Urmesstischblatt 2848 Gerswalde von 1826

Neudorf ist ein Gemeindeteil von Gerswalde im Landkreis Uckermark (Brandenburg). Der Ort wurde 1742 als Vorwerk vom Rittergut Gerswalde angelegt. 1756 war Neudorf bereits selber Rittersitz. Es war später Gutsbezirk, der 1928 mit dem Gutsbezirk Friedenfelde zur Gemeinde Friedenfelde vereinigt wurde. Neudorf war zu keiner Zeit eine selbständige Gemeinde.

## Lage
Neudorf liegt knapp vier Kilometer Luftlinie von Gerswalde entfernt. Es ist über die von Gerswalde nach Süden führende L242 und die zwischen Berkenlatten und Böckenberg nach Westen Richtung Friedenfelde und Neudorf abzweigende K7349 zu erreichen. Der Ortskern liegt auf etwa 60 m ü. NHN. Der Stierngraben hat quasi seinen Ausgangspunkt bei Neudorf. Der Stiernsee liegt nur einen knappen Kilometer von Neudorf entfernt.

## Geschichte
Neudorf war 1742 von Otto XII. von Arnim vom Rittergut Gerswalde aus als Vorwerk, angeblich auf der wüsten Feldmark Neu(en)dorf, neu angelegt worden. Der Name Neudorf ist selbsterklärend.
Im Landbuch von 1375 ist kein Neudorf erwähnt. Auch das Historische Ortslexikon gibt keinen Hinweis auf ein evtl. wüst gefallenes mittelalterliches Dorf namens Neudorf, das eine Vorläufersiedlung gewesen sein könnte. Mit einiger Wahrscheinlichkeit gehörte das Areal zur Feldmark des wüstgefallenen Dorfes Langenhagen, dessen Lage durch die Wüste Kirche Langenhagen markiert ist. Langenhagen war mit 84 Hufen ein außerordentlich großes Dorf mit einer sehr großen Feldmark. Neudorf ist somit eine völlig neue Gründung aus der ersten Hälfte des 18. Jahrhunderts.
Otto XII. von Arnim (1682–1748) auf Gerswalde war es gelungen, die drei Rittersitze in Gerswalde, das sogenannte „Weiße Haus“ (Hauptburg), das „Rote Haus“ (Vorburg) und den „Kemper Hof“ wieder in einer Hand zu vereinigen. Otto war zweimal verheiratet; in erster Ehe mit Sophie von Eickstedt, in zweiter Ehe 1727 mit Anne Louise von Arnim aus dem Hause Fredenwalde. Aus den zwei Ehen hatte er sieben Söhne. In seinem Testament teilte er seinen großen Besitz in sieben „Kaveln“ (Teile), die etwa auch wertmäßig gleich groß waren. 1752 fand die Erbteilung der Herrschaft Gerswalde statt. Seine Söhne erhielten per Losentscheid je eine „Kavel“ des großen Besitzes. Lediglich der älteste Sohn Christof Otto erhielt das Hauptgut Gerswalde ohne Losentscheid. Das Erbe Gerswalde des Otto von Arnim verteilte sich wie folgt:
- Christof Otto (1706–1769), Gerswalde
- Ludolf Valentin von Arnim (1707–1758) erhielt Blankensee, Gruse und Werder.
- Bogislav Berndt (1712–1783) erhielt die Vorwerke Petznick, Dolgen und das Dorf Jakobshagen
- Valentin Dietlof (1716–1802) erhielt die Vorwerke Fergitz und Zollchow, und das Dorf Zollchow
- Otto (1729–1783) das Gut Lemmersdorf und die Prenzlauer Mühlenpächte
- Magnus Wilhelm (1733–1810) erhielt die Vorwerke Böckenberg und Berkenlatten.
- Joachim Erdmann (1741–1804) erhielt die Vorwerke Neudorf, Kölpin und das Dorf Kaakstedt.

Alle Gebäude waren 1742 neu erbaut worden, das Arrendator- oder Pächterhaus, die Wirtschaftsgebäude, das Familienhaus, eine Tabaks- und Kornscheune und die Schäferei. Das Areal gehört zur Feldmark des bereits im 15. Jahrhundert wüst gefallenen Dorfes Bischofshagen. 1743 war das Vorwerk an einen Verwalter Otto verpachtet. 1751 ist ein Schäferkostknecht erwähnt, ein Hinweis, dass auf dem Vorwerk Schafe gehalten wurden.
1747 schloss Otto von Arnim auf Gerswalde einen Vertrag mit dem Zimmermann Weichbrodt, über den Bau eines Wohnhauses im „Vorwerk Langenhagen“. Der Name (bzw. das Vorwerk) taucht später nicht mehr auf. Nach dem Historischen Ortslexikon soll es sich um das Vorwerk Neudorf gehandelt haben. 1714 waren die Grenzen der Feldmarken Bischofshagen und des benachbarten, ebenfalls früh wüst gefallenen Dorfes Langenhangen schon nicht mehr bekannt, wie der erhaltene Entwurf für einen Lehenbrief für die von Arnim auf Gerswalde zeigt. Beispielsweise ist dort die ursprüngliche Formulierung Bischoffshagen oder Böckenberg genannt wieder durchgestrichen. Oder das Feld zu Langenhagen oder Böckenberg genannt; hier ist Böckenberg hinein kopiert. Eine andere Passage heißt: Bischoffshagen oder Bercken Latten genannt. Nach diesen Umformulierungen und Verbesserungen in dem Entwurf des Lehenbriefes ist es wahrscheinlicher, dass mit Vorwerk Langenhagen eher Böckenberg gemeint ist. Alle Gebäude in Neudorf waren ja 1742 schon neu errichtet worden, und 1743 war ein Pachtkontrakt mit einem Verwalter namens Otto über das Vorwerk in Neudorf geschlossen worden.
Joachim Erdmann war zum Zeitpunkt der Erbteilung (1752) noch minderjährig. Er wurde Königlich Preußischer Kammerherr, Diplomat, Intendant der Königlichen Oper in Berlin und Domherr in Brandenburg an der Havel. Seine ererbten Güter in der Uckermark ließ er von Pächtern bewirtschaften. 1756/57 ist Neudorf als Rittervorwerk mit Land zu acht Wispel Aussaat beschrieben.
1763 kaufte Joachim Erdmann von der Frau des Generalmajors Friedrich Wilhelm von Syburg Martha Sophie von Holzendorf für 14.500 Taler das benachbarte Friedenfelde, das ein schlossartiges, erst 1743 erbautes Gutshaus hatte, dazu gehörten 500 Morgen Land. Er machte nun Friedenfelde zu seinem (gelegentlichen) Wohnsitz, wenn er sich in der Uckermark aufhielt. 1775 ließ er eine Ziegelei anlegen, die Siedlung wurde nach ihm Erdmannswalde genannt. Entsprechend wurde die zu Neudorf gehörende, an der damaligen Berliner-Prenzlauer Landstraße liegende, 1769 erbaute Schmiede Achimswalde genannt. Allerdings kamen diese nach ihm genannten Ortsnamen erst deutlich nach deren Gründung in Gebrauch.
1769 hatte das Vorwerk 486 Morgen Acker in drei Feldern (ein Morgen zu 300 Quadratruten). Es wurden 36 Kühe, 20 Stück Güstevieh und 450 Schafe gehalten. Dazu gehörten die Fischereirechte im Großen Stiernsee. Das Holz aus 785 Morgen Buchen- und Eichenwäldern wurde bis nach Berlin, Spandau, Potsdam und Hamburg verkauft. Außerdem gab es eine Ziegelei nahe der Heide (Erdmannswalde).
1774/75 war Neuhof Vorwerk und Schäferei. 11 Büdner wohnten hier; es gab bereits sieben Feuerstellen, sechs davon in Familienhäuser. Insgesamt hatte Neudorf 41 Einwohner. 1801 waren aber nur noch zwei Wohnhäuser vorhanden, dafür war aber die Einwohnerzahl auf 66 angestiegen. Zum Rittergut Neudorf gehörten noch 850 Morgen Holz.
1860 umfasste der Gutsbezirk Neudorf (mit Achimswalde, Erdmannswalde und Stiern) 2579 Morgen, davon 21 Morgen Gehöfte, 2158 Morgen Acker, 400 Morgen Wiese. Der kleine Ort hatte drei Wohnhäuser und sechs Wirtschaftsgebäude, und 66 Einwohner. Auf dem Gut wurden 29 Stück Rindvieh und 1106 Schafe gehalten.
1879 gehörte Neuhof den Brüdern Friedmund, Siegmund und Achim von Arnim, den Söhnen des Dichters Achim von Arnim, Pächter war Friedmund von Arnim. Das Gut hatte eine Gesamtgröße von 582,65 ha, davon 401,33 ha Acker, 121,16 ha Wiesen, 8,91 ha Hutung und 51,25 ha Wasser. Der Grundsteuerreintrag betrug 6976 Mark.
1885 war Neudorf im Besitz von Lucas Sigismund von Arnim Kgl. Geschäftsträger und Miteigenthümer Baron von Arnim-Wiepersdorf bei Bärwalde, die Gesamtgröße betrug 595 ha, davon 410 ha Acker, 124 ha Wiesen, 9 ha Weiden und 52 ha Wasser. Der Grundsteuerreinertrag ist mit 6976 Mark angesetzt, Administrator war Julius Pritzkow. Lucas Sigismund (1813–1890), zweiter Sohn von Achim und Bettina von Arnim, schlug die Diplomatenlaufbahn ein. Er starb unverheiratet 1890 und brachte sein Vermögen in die „Freiherr von Arnim'schen Familienstiftung“zugunsten seiner vier Neffen und deren Nachkommen ein. 1895 hatte Neudorf 139 Einwohner.
Das Handbuch des Grundbesitzes im Deutschen Reiche von 1896 führt Neudorf unter Blankensee auf; Gesamtgröße 545,53 ha, davon 392,91 ha Acker, 91,90 ha Wiesen, 11,92 ha Ödland und 51,00 ha Wasser, bei 6976 Mark Grundsteuerreintrag, als Besitzer sind die Gebrüder von Arnim in Blankensee angegeben. Pächter von Neudorf war nun Julius Walsleben.
Das Handbuch des Grundbesitzes im Deutschen Reiche von 1903 listet Neudorf nun unter Alt Kölpin auf. Die Hektar-Zahlen sind mit den Zahlen von 1896 identisch. als Besitzer ist nun Annois von Arnim genannt. Pächter von Neudorf war immer noch Julius Walsleben.
In Niekammer's Güter-Adressbuch der Provinz Brandenburg von 1907 ist die Größe und der Tierbestand summarisch für Neudorf, Stiern und Alt-Kölpin angegeben. Besitzer der drei Güter war weiterhin Annois von Arnim. Auch der Pächter Julius Walsleben wirtschaftete weiter auf Neudorf.
In Niekammer's Güter-Adressbuch der Provinz Brandenburg von 1914 sind Größe und Tierbestand summarisch für Neudorf, Erdmannswalde und Alt-Kölpin angegeben. Der Besitzer war weiterhin Annois von Arnim. Allerdings war das Gut nun nicht mehr verpachtet. Als Verwalter ist nun ein gewisser Jacobs genannt.
Auch Niekammer's Güter-Adressbuch der Provinz Brandenburg von 1923 listet Neudorf nur summarisch zusammen mit Erdmannswalde und Alt-Kölpin aus. Stiern ist nicht mehr genannt. Die summarische Größe betrug damals 752 ha, davon 251 ha Acker, 196 ha Wiesen, 126 ha Weiden, 200 ha Wald und 69 ha Wasser. Der Tierbestand war: 58 Pferde, 140 Stück Rindvieh, davon 67 Kühe, 538 Schafe und 200 Schweine. Als Besitzer ist weiterhin Annois von Arnim vermerkt, als Verwalter weiterhin Jacobs. Der Grundsteuerreintrag ist mit 7770 Mark beziffert. Gegenüber Niekammer's Güter-Adressbuch der Provinz Brandenburg von 1929 ergab sich keine Veränderung.
| Jahr      | 1774 | 1790 | 1801 | 1817 | 1840 | 1858 | 1871     | 1895 | 1925 |
| Einwohner | 41   | 76   | 66   | 51   | 60   | 58   | (75)133* | 139* | 130* |

- mit Alt-Kölpin

Das Gut blieb im Besitz der Familie von Arnim bis 1945. Danach wurde es in der Bodenreform von 1946 enteignet.

## Kommunale Geschichte
Zur Zeit, als das Vorwerk Neudorf aufgebaut wurde, gehörte Neudorf zum Uckermärkischen Kreis der Mark Brandenburg. Mit der Kreisreform von 1816/17 wurden aus der Uckermark drei neue Kreise gebildet. Friedenfelde kam zum Kreis Templin der Provinz Brandenburg. Mit der Kreisreform von 1952 in der damaligen DDR bekam der Kreis Templin einen völlig neuen Zuschnitt und wurde dem Bezirk Neubrandenburg zugeordnet. Mit der Kreisreform von 1993 im Land Brandenburg wurden die drei Kreise Angermünde, Prenzlau und Templin zum Landkreis Uckermark vereinigt.
Neudorf wurde nach der Erbteilung von 1752 eigenständiges Rittergut. Nach 1763 wurde es an das Rittergut Friedenfelde angeschlossen. Nach dem Verkauf von Friedenfelde 1818 wurde es wieder Rittergut mit dem Zubehör Achimswalde, Erdmannswalde und Stiern. Ab Mitte des 19. Jahrhunderts bildete Neudorf zusammen mit Achimswalde, Erdmannswalde und Stiern den Gutsbezirk Neudorf, der 1874 dem Amtsbezirk 5 Groß Fredenwalde zugeordnet wurde. 1928 wurde der Gutsbezirk Neudorf mit Achimswalde, Erdmannswalde und Stiern mit dem Gutsbezirk Friedenfelde zur Gemeinde Friedenfelde vereinigt. 1931 und 1950 war Neudorf Wohnplatz von Friedenfelde, 1957 und 1971 Ortsteil von Friedenfelde. Friedenfelde bildete 1992 mit dreizehn anderen Gemeinden die Verwaltungsgemeinschaft Amt Gerswalde. Zum 31. Dezember 2001 schlossen sich Friedenfelde, Gerswalde, Groß Fredenwalde, Kaakstedt und Krohnhorst zur neuen Gemeinde Gerswalde zusammen. Friedenfelde und Neudorf sind heute Gemeindeteile von Gerswalde, Achimswalde und Stiern sind nur noch Wohnplätze. Erdmannswalde existiert nicht mehr.

## Gutshaus Neudorf
Nach Reisinger entstand das heutige Gebäude im 19. Jahrhundert als Wohnhaus des Gutsverwalters. bzw. -besitzers. Nach 1945 wurden Umsiedlerfamilien in dem Gebäude untergebracht. Später wurde es von der örtlichen LPG genutzt. Ab 1997 pachtete es die Organisation ATD (Aide à toute Detresse) Vierte Welt bei der Gemeinde Gerswalde und ließ es restaurieren. Unter der Leitung von Frau Mascha Join-Lambert wurde das Haus Begegnungsstätte für Jugendliche aus verschiedenen Nationen. Inzwischen wird das Haus vom von Mascha Join-Lambert ins Leben gerufenen Verein Haus Neudorf e.V. genutzt.

## Anmerkung
1. ↑  Reisinger schreibt, dass Joachim Erdmann von Arnim Neudorf wie auch Friedenfelde erst 1763 erworben habe. Dem widerspricht die Ortsgeschichte von Neudorf im Historischen Ortslexikon wie auch die Arnim'sche Familienchronik.

Koordinaten: 53° 8′ 26″ N, 13° 43′ 5″ O